# Screentest
Een screentest is een auditie voor een beeldopname.
Een producent of regisseur voor een audiovisueel medium die op zoek is naar een geschikte acteur of presentator voor een televisieprogramma, of een rol in een televisie-, bioscoop-, bedrijfsfilm of reclamefilm of videoclip nodigt (al dan niet via een auditiebureau) verschillende acteurs c.q. presentatoren uit om een of meer proefopnames te maken. Soms moeten de kandidaten zich aan vooraf bepaalde teksten houden, soms ook niet. Vaak wordt hun gevraagd zich van allerlei kanten laten zien (links, rechts, voor, achter) en verschillende emoties uit te beelden.
Aan het verwerven van een rol of van een presentatieopdracht gaan vaak meerdere screentests vooraf.
Indien het duopresentatie betreft of indien een film verschillende belangrijke rollen telt, wordt de kandidaten die daarvoor na voorafgaande screentests het meest in aanmerking komen, gevraagd om samen nog een of meer screentests af te leggen.

## Soldaat van Oranje
Een van de grootste screentests in de 20e eeuw voor een Nederlandse film was de actie voor Soldaat van Oranje van Paul Verhoeven. Verhoeven wilde graag nieuwe gezichten in zijn film. Via filmproducent Hans Kemna werden alle jonge mannelijke acteurs die toentertijd aan het Nederlands toneel werkzaam waren, opgeroepen een screentest af te leggen. Nadat tientallen kandidaten de revue waren gepasseerd, werden uiteindelijk Jeroen Krabbé en Rutger Hauer gekozen voor de hoofdrollen.

## Trivia
- In 2018 konden beginnende presentatoren deelnemen aan televisieprogramma Screentest op RTL 4. Deelnemers streden in de afvalrace om een contract bij RTL.